# Eugeniusz Rudnik

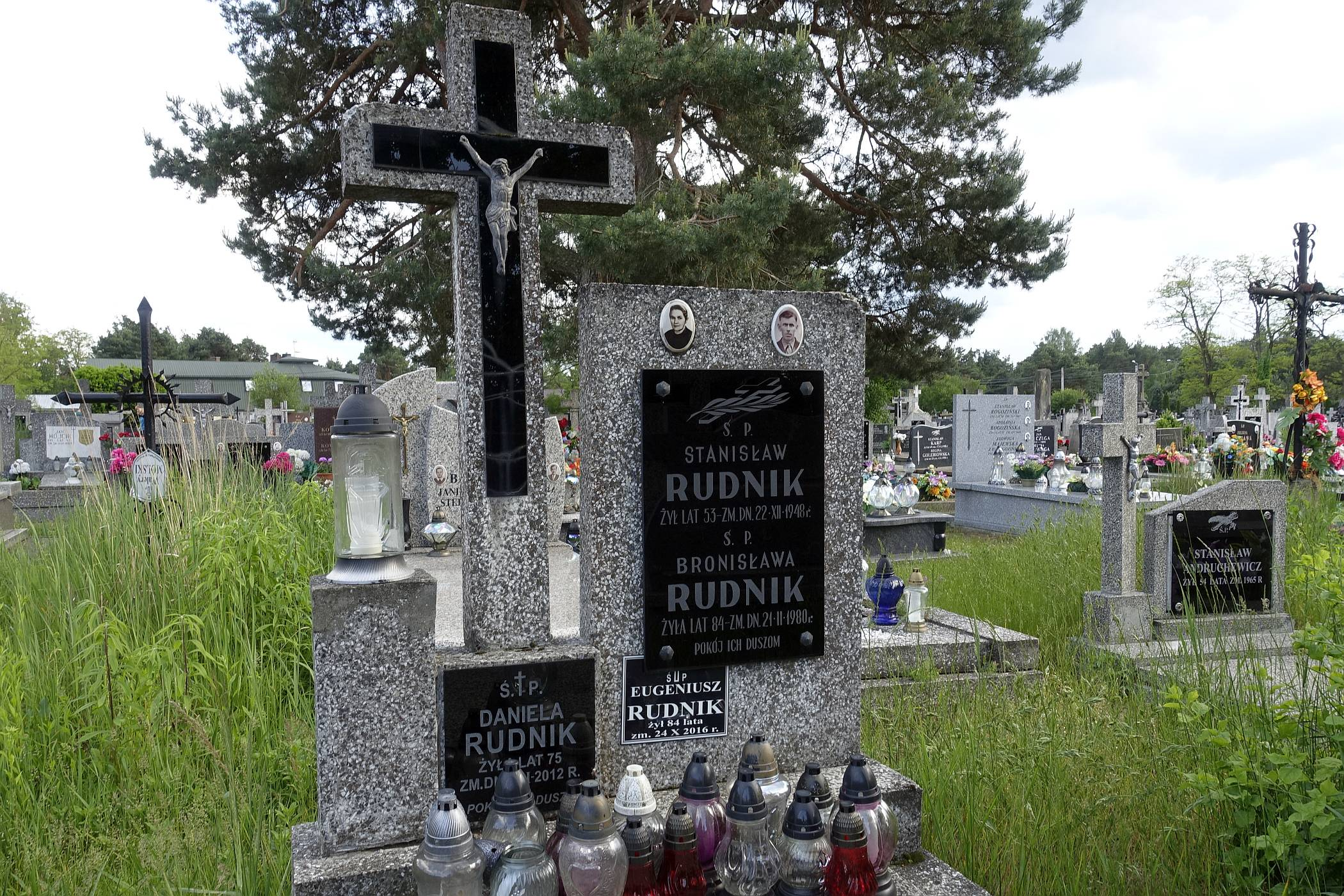
grób Eugeniusza Rudnika na cmentarzu w Kamieńczyku gm. Wyszków

Eugeniusz Rudnik (ur. 28 października 1932 w Nadkolu nad Liwcem, zm. 24 października 2016) – polski inżynier elektronik i reżyser dźwięku. Pionier muzyki elektronicznej i elektroakustycznej w Polsce, kompozytor współczesny.

## Życiorys
W 1967 ukończył studia na Wydziale Elektroniki Politechniki Warszawskiej. Od 1955 pracował w Polskim Radiu, a od 1958 w Studiu Eksperymentalnym Polskiego Radia, czwartej w Europie placówce tego typu, założonej i kierowanej przez Józefa Patkowskiego. W latach 1967–1968 Rudnik pracował w Studio Muzyki Elektronicznej Westdeutscher Rundfunk w Kolonii, współpracując z Włodzimierzem Kotońskim przy realizacji utworu Klangspiele, a także u boku Karlheinza Stockhausena i Petera Kotika. Na przełomie lat 60 i 70 współtworzył dzieła norweskiego kompozytora, Arne Nordheima, m.in. Colorazione i Solitaire (1969) – na otwarcie norweskiego ośrodka sztuki współczesnej Sonja Henie Niels Onstad Art Centre oraz Plus ou moins (1970), stworzoną dla pawilonu skandynawskiego na Wystawę Światową w Osace – poświęconą w całości degradacji i bezwzględnej konieczności ochrony środowiska, a także interaktywną instalację Sculpture sonore (1968) w centrum rehabilitacji niewidomych w Oslo. Zrealizował dziesiątki dzieł: m.in. Andrzeja Dobrowolskiego – Muzyka na taśmę magnetofonową i obój solo (1965), Krzysztofa Pendereckiego – Psalmus (1961), Ekecheirija (1972) – na ceremonię otwarcia Igrzysk Olimpijskich w Monachium, Włodzimierza Kotońskiego – Aela (1970), Bogusława Schaeffera – Missa elettronica (1975). Współpracował z Franco Evangelistim podczas jego stażu w warszawskim Studio, a także z dziesiątkami twórców z kręgu muzyki i innych sztuk pięknych.
Rudnik był jednym z pierwszych w Polsce realizatorów muzyki elektroakustycznej i współtwórcą tzw. polskiej szkoły muzyki elektroakustycznej, autorem innowacyjnych rozwiązań przestrzennej projekcji dźwięku, kompozytorem Skalarów (1966), jednego z pierwszych w świecie utworów poliwersjonalnych na taśmę, oraz pierwszego polskiego utworu kwadrofonicznego Vox humana (1968) zrealizowanego w Studio WDR w Kolonii. Swą pracą zdefiniował i uprawomocnił rolę realizatora dźwięku jako współtwórcy muzycznego dzieła elektroakustycznego.
Jako kompozytor stworzył około 95 utworów, m.in. w studiach elektronicznych w Warszawie, Sztokholmie, Kolonii, Paryżu, Bourges, Baden-Baden, Brukseli i Gandawie. Były one prezentowane na antenach radiofonii całej Europy i wielu krajów świata, a także wielokrotnie na festiwalach: Warszawska Jesień, Musica Polonica Nova we Wrocławiu, Światowe Dni Muzyki w Finlandii, Muzicki Biennale w Zagrzebiu, Fylkingen w Sztokholmie, Berliner Festwochen, Festival d’Automne a Paris, L’Europe acousmatique w Centre Georges Pompidou w Paryżu, Phonurgia Nova w Arles i wielu innych. W 2006 Rudnik był centralną postacią warszawskiej edycji festiwalu Audio Art. Jego kompozycja Homo ludens w roku 1985 prezentowana była na prestiżowej, światowej wystawie sztuki współczesnej Documenta VII w Kassel, w której wcześniej uczestniczyli m.in. Tadeusz Kantor i Magdalena Abakanowicz. Wiele utworów Rudnika było również nominowanych do nagród, m.in. Prix Italia, Karl Szczuka Preis. W 2007 Biblioteka Narodowa w Paryżu włączyła 30 prac Rudnika do własnego specjalnego zbioru światowej sztuki audialnej.
Jako wykonawca live electronic, Rudnik brał udział w zespołowych improwizacjach we Francji i w Polsce, m.in. wspólnie z Arne Nordheimem, Francoise Bernardem Mache, Kare Kolbergiem i Bohdanem Mazurkiem. Prowadził zajęcia ze studentami Akademii Muzycznej w Warszawie oraz w Szkole Dziennikarstwa im. M. Wańkowicza. Był również wykładowcą na seminariach reportażu, kolaudantem i jurorem konkursów filmowych i dziennikarskich.

## Charakterystyka twórczości
Twórczość Rudnika można podzielić na dwie kategorie; autonomiczne utwory elektroakustyczne i utwory określane jako „ars acustica”. W obu rodzajach kompozytor wykorzystuje materiał elektroniczny, bądź przetworzony elektronicznie materiał konkretny o różnym stopniu rozpoznawalności źródła. Kompozytor często posługuje się metodą collage’u, czyniąc zeń podstawowy środek ekspresji. Gatunkowo utwory „ars acustica” oscylują między rodzajem słuchowiska radiowego a muzyką programową.

## Nagrody i wyróżnienia
Otrzymał wiele nagród, oprócz wspomnianych już wcześniej, m.in.: w 1968 na I Międzynarodowym Konkursie Muzyki Elektronicznej w Hanover (USA) za Dixi, w 1972 I nagrodę na Międzynarodowym Konkursie Muzyki Elektroakustycznej w Bourges (Francja) za Mobile, w 1973 III nagrodę w Bourges za Ostinato, w 1984 II nagrodę w Bourges za Homo ludens, w 1987 nagrodę Przewodniczącego Komitetu ds. Radia i Telewizji „za wybitne osiągnięcia w dziedzinie twórczości i realizacji eksperymentalnej muzyki elektronicznej dla programów Polskiego Radia i Telewizji” oraz Złotą Odznakę Honorową Rady Narodowej M. St. Warszawy za zasługi dla Warszawy, w 1991 Nagrodę honorową w dziedzinie Radia na Festiwalu Mediów w Łodzi Człowiek w zagrożeniu, „za nieprzemijające i uniwersalne wartości dokumentujące zagrożenia bytu ludzkiego we współczesnej cywilizacji”, w 1993 nagrodę Euphonie d’or w Bourges raz jeszcze za Mobile oraz nagrodę Złoty Mikrofon za „cenione na świecie osiągnięcia w dziedzinie sztuki radiowej oraz autonomiczną muzykę eksperymentalną”, w 2002 I nagrodę (razem z Marią Brzezińską) na XVII Międzynarodowym Katolickim Festiwalu Filmów i Multimediów w Niepokalanowie oraz na festiwalu „Dwa Teatry” w Gdańsku za Przyjaciółki z Żelaznej ulicy. W 2000 odznaczony został Krzyżem Kawalerskim Orderu Odrodzenia Polski.
27 października 2012 na festiwalu Soundedit odebrał nagrodę „Człowiek ze Złotym Uchem” za „pionierskie osiągnięcia w dziedzinie produkcji muzycznej”.

## Kompozycje
opracowano na podst. materiału źródłowego
1. Lekcja I, utwór „ars acustica” (1959)
2. Collage (1965)
3. Korzeń (1965)
4. Lekcja II, utwór „ars acustica” (1965)
5. Skalary – studium technologiczne (1966)
6. Dixi (1967)
7. Metamorfoza – muzyka ilustracyjna (1968)
8. Vox humana (1968)
9. Rondo (1969)
10. My, utwór „ars acustica” (1970)
11. Osaka plus minus (wspólnie z Arnym Nordheimem (1970)
12. Divertimento (1971)
13. Mobile (wersje I i II) (1972)
14. Aulodia (1972)
15. Ready made (1973)
16. Ostinato (wersja I) (1973)
17. Wokale (wspólnie z Bernardem Kawką) (1973)
18. Ring (1974)
19. Ring II (1974)
20. Martwa natura z ptakiem (wersje I i II) (1974)
21. Etiuda monotematyczna (1974)
22. Ostinato (wersja II) (1974)
23. Nokturn (1975)
24. Cztery poematy (1976)
25. Ready made'77 (1977)
26. Gołębie Warszawy (1978)
27. Polak melduje z kosmosu (1978)
28. Moulin diabolique (1979)
29. Etude de l’aspirine parisienne (1979)
30. Omaggio all’anonimo (wspólnie z Ryszardem Szeremetą) (1979)
31. Nous (1979)
32. Tryptyk – pamięci Franca Evangelistiego (1980)
33. Berceuse (1982)
34. Elegia – ofiarom wojny (1982)
35. Kamienne epitafium – pamięci księdza Jerzego Popiełuszki (1984)
36. Homo ludens – balet radiowy (1984)
37. Ekecheiria – szkic do portretu Mistrza (1984)
38. Szkic do portretu Mistrza (1984)
39. Podzwonne – pamięci Andrzeja Markowskiego (1986)
40. Gilotyna – dg, utwór „ars acustica” (1989)
41. Via crucis – epitafium poświęcone pamięci polskich oficerów zamordowanych w kwietniu i maju 1940 przez NKWD i pogrzebanych we wsi Katyń koło Smoleńska (1990)
42. Annus miraculi, utwór „ars acustica”  (1990)
43. Ptacy i ludzie, etiuda koncertowa na czworo artystów, troje skrzypiec, dwa słowiki, nożyczki i garncarkę ludową (1992)
44. Pan Jezus niewierzących, utwór „ars acustica”  (1992)
45. Panichida – pamięci Jerzego Bienieckiego (1994)
46. Suite electroacoustique en vieux style (wspólnie z Thierrym Genicotem(inne języki)), muzyka baletowa (1994)
47. Annus mirabilis (1995)
48. Sekunda wielka - mała suita dokumentalna dla dorosłych(wspólnie z Anną Kaczkowską), utwór „ars acustica”  (1995)
49. Diewuszka, wasze dokumienty, utwór „ars acustica”  (1995)
50. Przyjaciółki z Żelaznej ulicy – radiowa ballada dokumentalna (wspólnie z Marią Brzezińską) (1995)
51. Interludia – 15 miniatur (1995)
52. Theme: G-M-E-B (1995)
53. Pourquoi Cocteau – epitafium na śmierć Wielkiego Aktora Georges’a Genicot (1997)
54. Martwa natura z ptakiem, zegarem, strzelcem i panną (1997)
55. Rumore (1997)
56. Homo radiophonicus – radiowa ballada dokumentalna (1998)
57. Peregrynacje Pana Podchorążego albo nadwiślańskie żarna – radiowa ballada dokumentalna, utwór „ars acustica” (1999)
wersja niemiecka: Die Wanderungen des Herr Fähnrich oder Die Mühlsteine an der Weichsel (2001)
58. Jesień Ludów (1999)
59. Śniadanie na trawie w grocie Lascaux (2002)
60. Agonia pastoralna (2003)
61. Johna pamięci rapsod frywolny (2004)
62. Manewry albo Dama i huzary, liryczny poemat dźwiękowy (2004)
63. Ecce homo (2005)
64. Epitafium – zamęczonym w kamiennym piekle Gross Rosen (2005)
65. Neomobile (2005)
66. Ruratorium (2006)
67. Epilogos, kompozycja kolektywna (2007)
68. Larum – „Dlaboga, co się stało z Wami, Żołnierze?” (2008)
69. Jan III Sobieski i towarzysze broni (2008)
70. Dzięcielina pałała (2010)
71. ERdada 80/50/40 (2012)
72. Memini tui – Im Gedanken an Arne Nordheim (2013)
73. Elektrowyzwoliny (wspólnie z Bolesławem Błaszczykiem) (2013)

## Muzyka filmowa i teatralna
Filmy (wybór)
- muzyka do krótkometrażowego filmu baletowego Gry w reżyserii Grzegorza Lasoty, Telewizja Polska (1970)[8][9];

Przedstawienia teatralne (w tym telewizyjne)
- muzyka do spektaklu Epitafium dla Don Juana Conrada Drzewieckiego, Polski Teatr Tańca – Balet Poznański, Poznań (1973)[10][11][8];
- muzyka do spektaklu Mane-Thekel-Fares Jerzego Makarowskiego, Teatr Wielki, Warszawa (1975)[8][12];
- opracowanie muzyczne spektaklu Czarna róża Juliana Stryjkowskiego, reż. Roman Kłosowski, Lubuski Teatr im. Leona Kruczkowskiego, Zielona Góra (1975)[13];
- muzyka do spektaklu Edward II Christophera Marlowe’a, reż. Ryszard Żuromski, Lubuski Teatr im. Leona Kruczkowskiego, Zielona Góra (1975)[13];
- muzyka do spektaklu Brytannik Jeana Racine’a, reż. Piotr Piaskowski, Lubuski Teatr im. Leona Kruczkowskiego, Zielona Góra (1976)[13];
- muzyka do spektaklu telewizyjnego Pożegnanie z Marią Tadeusza Borowskiego, reż. Jerzy Antczak, Teatr Telewizji (1966)[13];
- muzyka do spektaklu telewizyjnego Umarły dom Janisa Ritsosa,  reż. Krystyna Bogusławska, Teatr Telewizji (1987)[13];